# Route européenne 134
Pour les articles homonymes, voir Route 134.
La route européenne 134 est une route reliant Haugesund à Drammen.